# جيف براون
جيف براون هو لاعب هوكي الجليد كندي، ولد في 30 أبريل 1966 في أوتاوا في كندا.

## وصلات خارجية
- جيف براون على موقع دوري الهوكي الوطني (الإنجليزية)
- جيف براون على موقع EliteProspects.com (الإنجليزية)
- جيف براون على موقع HockeyDB.com (الإنجليزية)
- جيف براون على موقع Hockey-Reference.com (الإنجليزية)